# Die Ehe der Maria Lavalle
Die Ehe der Maria Lavalle, auch bekannt unter dem Titel Klippen der Ehe, ist ein deutsches Stummfilmmelodram aus dem Jahre 1929 mit Hans Rehmann in der Hauptrolle. Die Titelrolle spielt Anna Pudowkin, Gattin des sowjetischen Filmregisseurs Wsewolod Pudowkin.

## Handlung
Maria Lavalle fühlt sich in der Ehe mit ihrem noch jungen Gatten Robert, dem beruflich stark eingespannten Chefingenieur der familieneigenen Lavalle-Werke, vernachlässigt. Um die Ehe aufzupeppen, begeben sich beide auf eine Erholungsreise in die Berge. Maria weiß nicht, dass der in einer Nervenheilanstalt eingewiesene Bruder ihres Gatten von dort ausgebrochen und den beiden nachgereist ist. Bei einem Gletscherausflug kommt es zu einer Katastrophe: Robert Lavalle droht abzustürzen, und sein eingreifender Bruder, der Robert zu retten versucht, kommt dabei ums Leben.
Der Überlebende der beiden Lavalles nutzt die Gunst der Stunde und versucht seiner Gattin glauben zu machen, dass ihr Mann tot und er dessen Bruder sei. In Wirklichkeit aber hat Robert überlebt. Er will mit dieser Scharade Marias Liebe zu ihm als trauernde Gattin auf die Probe stellen. Tatsächlich ist Marias Trauer echt, und Robert kann nun guten Gewissens Maria aufklären, dass er, Robert, überlebt habe. Beide Lavalles können einen Neuanfang in ihrer Ehe wagen.

## Produktionsnotizen
Die Ehe der Maria Lavalle entstand mit Außenaufnahmen im November 1928 und mit den Atelieraufnahmen im März 1929 in Budapest. Der Film passierte die Zensur am 28. Dezember 1929 und wurde erst am 11. April 1930 in vier Berliner Lichtspieltheatern uraufgeführt. Die Länge des mit Jugendverbot belegten Sechsakters betrug zunächst 1552 Meter, nach der letzten Zulassung unmittelbar vor der deutschen Premiere wurde eine Fassung von 1785 Metern Länge zugelassen.
Rudolf Beissl übernahm die Produktionsleitung, die Filmbauten gestalteten Gustav A. Knauer und Willy Schiller.

## Kritiken
Der Film fand kaum Beachtung in der Fachpresse. Nachfolgend zwei Bewertungen:
Das Reichsfilmblatt schrieb: Der Film “hat sein Plus in der Mitwirkung von Hans Rehmann und in der ausgezeichneten Photographie von Piel Jutzi.” Dieser habe “Landschaftsbilder und Köpfe aufgenommen, die über manche Mängel etwas hinweghelfen.”.
Paimann’s Filmlisten resümierten: “Regie und Darstellung sind dem wenig geschlossenen, sprunghaften Sujet nicht gerecht geworden. Die Aufmachung ist kleinlich, die Photographie ungleich, aber zureichend, während die etwas krampfigen Zwischentexte einer Nachredaktion bedürfen. Für einfaches, unkritisches Publikum noch ein passabler Mittelfilm.”.